# متروی جیپور
متروی جیپور (انگلیسی: Jaipur Metro) سیستم قطار شهری در شهر جیپور، هند است.
این مترو که در سال ۲۰۱۵ تأسیس شده، دارای ۱ خط، ۹ ایستگاه و ۹٫۶۳ کیلومتر طول می‌باشد.

## نگارخانه

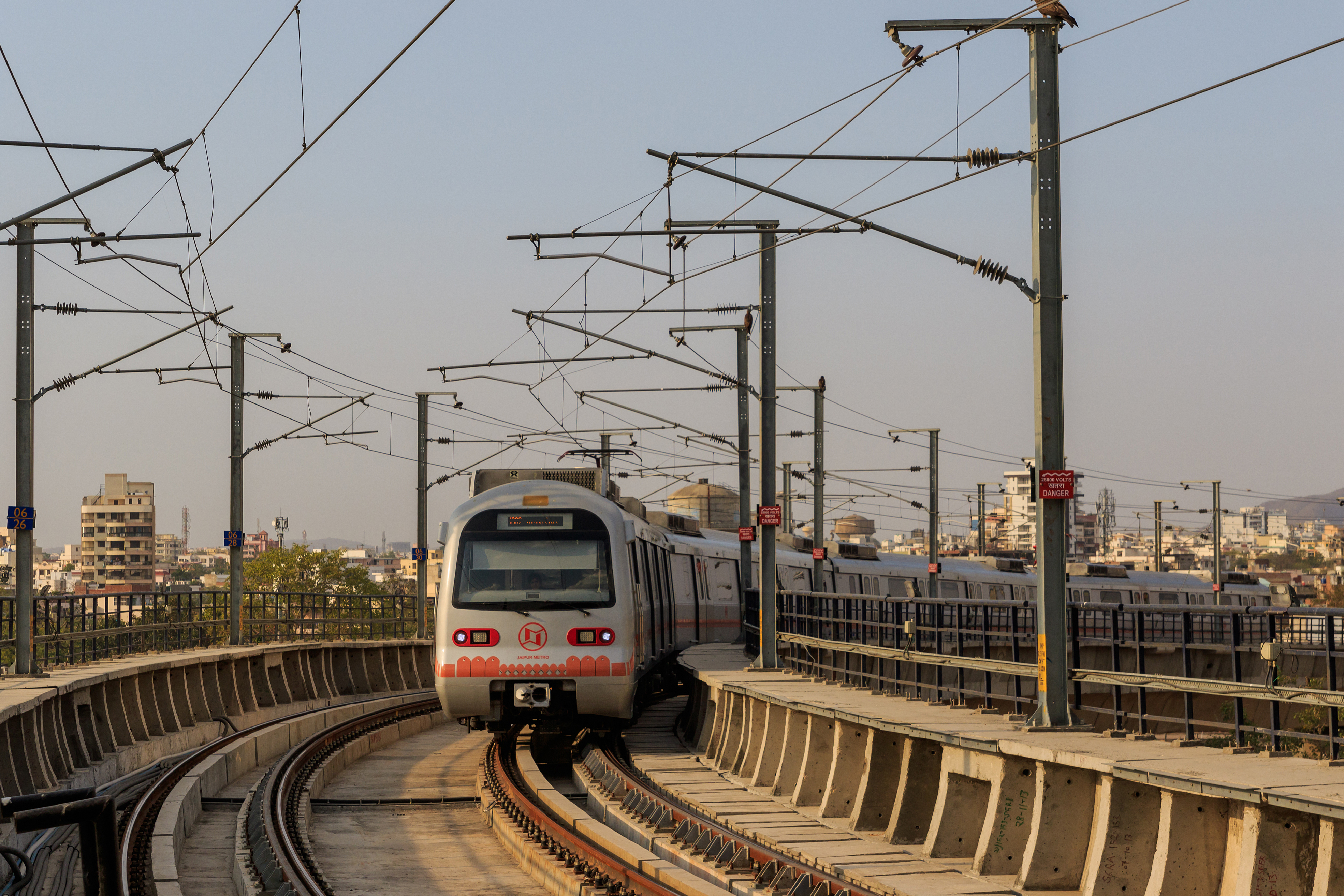
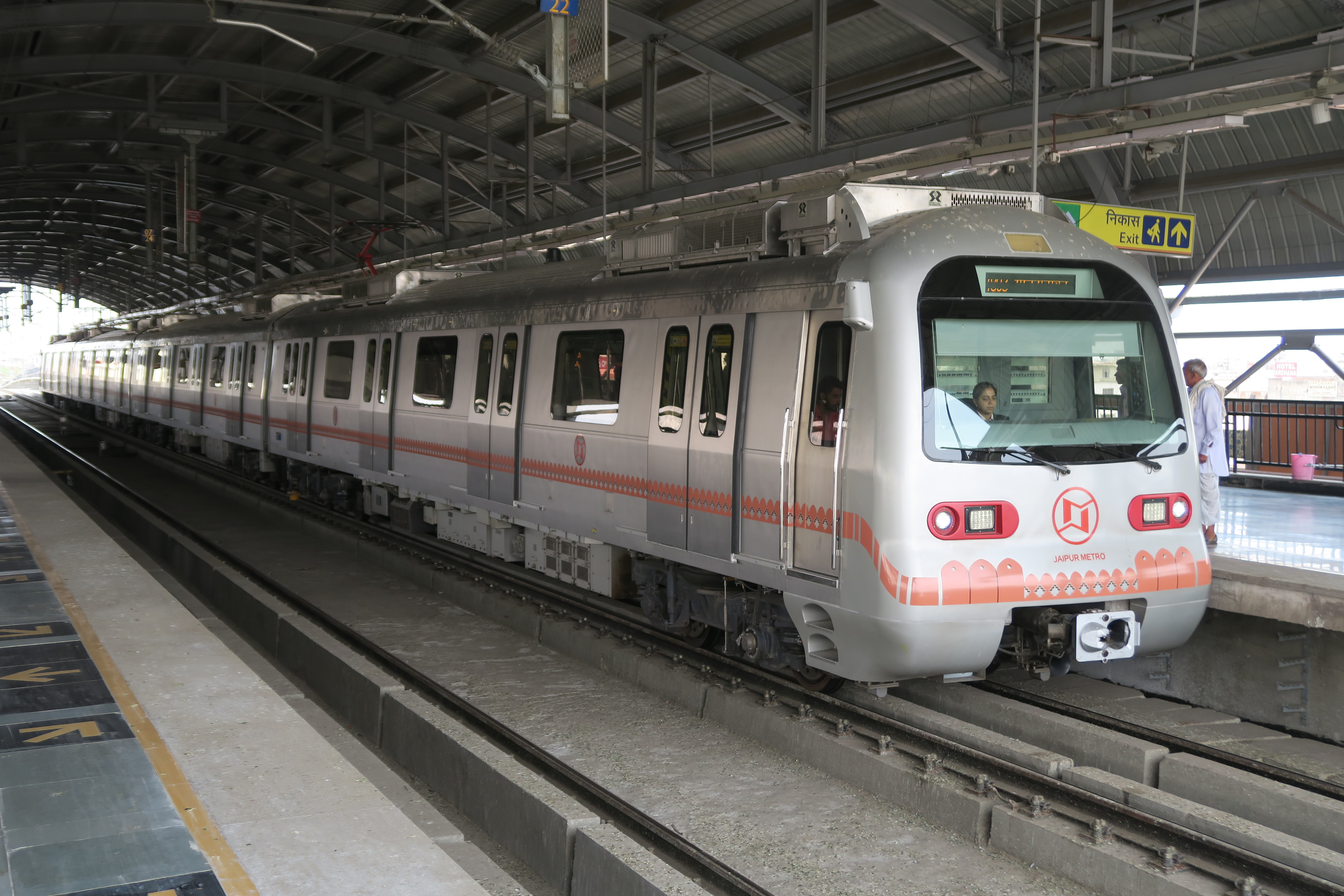